# Fireball (musikalbum)
Fireball är det brittiska hårdrocksbandet Deep Purples femte studioalbum, utgivet 1971. Albumet gavs ut på skivbolaget Harvest Records i Europa och Warner Bros. Records i USA. Albumet innehåller mer heavy metal än de föregående och titellåten är ett exempel på det. På albumet finns också countryinspirerade "Anyone's Daughter", och lite progrockiga "Fools". Låten "The Mule" har en kort text för att sedan låta musikerna visa vad de går för. Albumet är lite bortglömt eftersom det släpptes mellan de två klassiska albumen Deep Purple in Rock och Machine Head.
Låten "Strange Kind of Woman" spelades in samtidigt som låtarna på Fireball, men eftersom man av tradition ofta inte tog med singlar på album i Storbritannien var den inte med på skivan. De nordamerikanska utgåvorna av Fireball är den dock med på och låten "Demon's Eye" uteblev på de utgåvorna.
Av medlemmarna i Deep Purple är Ian Gillan mest nöjd med albumet. I en intervju har han sagt; "Fireball var ett viktigt album eftersom det var det andra albumet, och för att det släppte lös de andra vitala elementen av Deep Purple. [Skivan] In Rock var en explosion".

## Låtlista
Alla låtar är skrivna och komponerade av Ritchie Blackmore, Ian Gillan, Roger Glover, Jon Lord och Ian Paice. 
| 1. | Fireball          | 3:24 |
| 2. | No No No          | 6:54 |
| 3. | Demon's Eye       | 5:19 |
| 4. | Anyone's Daughter | 4:44 |

| 5.           | The Mule     | 5:21  |
| 6.           | Fools        | 8:20  |
| 7.           | No One Came  | 6:25  |
| Total längd: | Total längd: | 40:30 |

## Medlemmar
- Ritchie Blackmore – gitarr
- Ian Gillan – sång
- Roger Glover – bas
- Jon Lord – keyboard, hammondorgel
- Ian Paice – trummor

## Listplaceringar och certifikat
| Land:          | Organisation: | Topplacering: | Certifikat: | Ref:        |
| -------------- | ------------- | ------------- | ----------- | ----------- |
| Finland        |               | 2             |             | [ 2 ]       |
| Kanada         |               | 24            |             | [ 3 ]       |
| Nederländerna  |               | 3             |             | [ 4 ]       |
| Norge          | IFPI          | 2             |             | [ 5 ]       |
| Storbritannien | BPI           | 1             |             | [ 6 ]       |
| Sverige        | IFPI          | 1             |             | [ 7 ]       |
| USA            | RIAA          | 32            | Guld        | [ 8 ] [ 9 ] |